# Wiera Popowa
Wiera Jewstafjewna Popowa z domu Bogdanowska (ur. 17 września 1867 w Sankt Petersburgu, zm. 8 maja 1896 w Iżewsku) – rosyjska chemiczka. Była jedną z pierwszych kobiet zajmujących się tą dziedziną nauki w Rosji, pierwszą która napisała podręcznik do chemii oraz – prawdopodobnie – pierwszą kobietą na świecie, która zginęła w wyniku wybuchu w laboratorium chemicznym.

## Życiorys

### Wczesne lata i edukacja
Jej ojcem był Jewstaf Iwanowicz Bogdanowski, znany chirurg, a potem profesor na Cesarskiej Wojskowej Akademii Medycznej.
Razem z dwójką rodzeństwa początkowo pobierała nauki w domu. W 1878 roku, w wieku 11 lat, rozpoczęła naukę w Instytucie Smolnym. W 1883 roku rozpoczęła czteroletnią naukę na Kursach Bestużewa, a następnie przez dwa lata pracowała w laboratoriach Cesarskiej Akademii Nauk i Wojskowej Akademii Chirurgicznej. W 1889 roku wyjechała z Rosji do Szwajcarii, gdzie rozpoczęła pracę nad doktoratem z chemii na Uniwersytecie Genewskim.

Keton dibenzylowy

Pracę doktorską obroniła w 1892 roku, a jej tematem były badania nad ketonem dibenzylowym. Bogdanowska zainteresowana była syntezą fosforowego analogu acetylenu, metylidynefosfanem (H−C≡P), ale jej promotor, profesor Carl Gräbe, odwiódł ją od tego pomysłu. W Genewie pracowała także z dr. Philippem Augustem Guyem, który prowadził badania nad stereochemią.

### Kariera

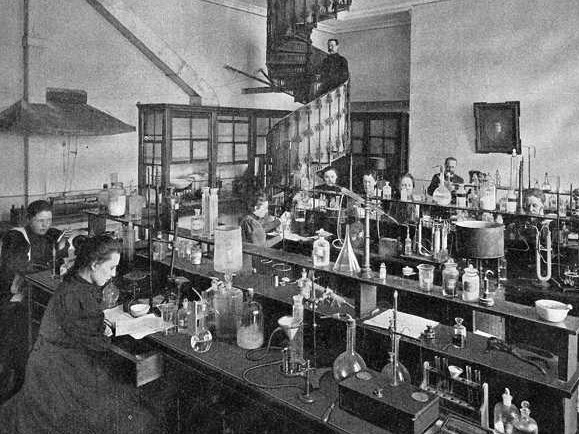
Laboratorium chemiczne Kursów Bestużewa, Petersburg

Od 1890 roku uczyła chemii w Instytucie Gospodarstwa Wiejskiego i Leśnictwa w Puławach. W 1892 roku wróciła do Sankt Petersburga, gdzie podjęła pracę jako nauczycielka chemii na Kursach Bestużewa. Była to instytucja założona w 1878 roku, aby zachęcić rosyjskie kobiety do studiowania w kraju. Pracowała też jako asystentka prof. Michała Lwowa, prowadząc pierwsze kursy stereochemii, którą znała dzięki zajęciom u Philippe’a Auguste’a Guye’a w Genewie. Prowadziła także badania w laboratorium Gabriela Gustawsona na Petersburskim Uniwersytecie Państwowym. Jej reputacja jako wykładowcy i jej znajomość nauczania zachęciły ją do napisania podręcznika chemii podstawowej. Pisała recenzje, tłumaczyła artykuły naukowe na temat chemii. Była też współautorką pracy o prof. Aleksandrze Butlerowie, który zmarł w 1886 roku. W latach 1891–1894 opublikowała szereg artykułów na podstawie swojej pracy doktorskiej.
Poza chemią interesowała się także entomologią, literaturą i językami. W 1889 roku opublikowała pracę na podstawie badań nad pszczołami. Publikowała własne opowiadania, a także tłumaczenia francuskiego pisarza Guya de Maupassanta.
Po ślubie w roku 1895 zamieszkała w Iżewsku, gdzie we własnym laboratorium wróciła do swoich dawnych prób otrzymania metylidynefosfanu. Pracowała także w laboratorium zakładów uzbrojeniowych.

### Śmierć
8 maja 1896 roku próbowała przeprowadzić reakcję między białym fosforem a cyjanowodorem. Mieszanina eksplodowała, a cztery godziny później Popowa zmarła z powodu obrażeń i zatrucia fosforowodorem powstałym podczas wybuchu. Po jej śmierci ukazał się duży artykuł w Journal of the Russian Physico-chemical Society, a także notki w Nature i Science.
Mąż zabrał ciało żony do rodzinnej posiadłości w guberni czernihowskiej, w powiecie sośnickim, we wsi Szabalinow. Ciało zostało zniszczone w pierwszych latach władzy radzieckiej, a krypta, w której pochowano Wierę Popową, jest obecnie w ruinie. Zdobiący ją pomnik znajduje się w Regionalnym Muzeum Sośnickim. Jej portret zawisł w szkole dla kobiet, na Kursach Bestużewa. Popow przekazał też uczelni 15 000 rubli na kształcenie kobiet.

## Życie prywatne
Jesienią 1895 roku Popowa poślubiła dużo starszego od siebie generała Jakowa Kozmicza Popowa, dyrektora Iżewskich Zakładów Uzbrojenia, które były jednym z głównych producentów broni strzeleckiej dla armii Cesarstwa Rosyjskiego.